# میلتون فریدمن
میلتون فریدمن (به انگلیسی: Milton Friedman) (۳۱ ژوئیه ۱۹۱۲ – ۱۶ نوامبر ۲۰۰۶) اقتصاددان، آمارشناس و نویسندهٔ آمریکایی بود که بیش از سه دهه در دانشگاه شیکاگو تدریس ‌کرد. کارهایش در زمینه‌ اقتصاد کلان، اقتصاد خرد، تاریخ و آمار اقتصادی است. در ٬۱۹۷۶ نوبل اقتصاد را به دلیل پژوهش بر تحلیل مصرف، نظریه و تاریخچه پولی و پیچیدگی سیاست پایدارسازی گرفت. او به عنوان یکی از رهبران مکتب اقتصادی شیکاگو، تأثیر شگرفی بر برنامه پژوهشی حرفهٔ اقتصاد گذاشت. یک ارزیابی از اقتصاددانان، فریدمن را دومین اقتصاددان محبوب قرن بیستم پس از جان مینارد کینز، خواند و اکونومیست او را «اثرگذارترین اقتصاددان نیمهٔ دوم قرن بیستم… احتمالاً کل آن» توصیف کرد.
چالش‌های فریدمن با آنچه سپس نظریه «کینزی خام» (در برابر نو کینزی) خواند با باز تفسیر او در دهه ۱۹۵۰ از تابع مصرف آغاز شد، و او مخالف اصلی سیاست‌های دولتی کینزی شد. او در اواخر دهه ۱۹۶۰ شیوه خود را (در کنار همه جریان اصلی علم اقتصاد) استفاده‌کننده از «ابزار و زبان کینزی» و با این حال ردکننده نتیجه‌گیری‌های «ابتدایی» آن توصیف کرد. طی دهه ۱۹۶۰ او مروج سیاست اقتصاد خرد جایگزین بود که «مانیتاریسم (پول گرایی)» شناخته می‌شود. نظریه او بیان می‌کرد که یک نرخ «طبیعی» بیکاری وجود دارد و استدلال می‌کرد که دولت‌ها می‌توانند اشتغال را بیشتر از این نرخ زیاد کنند (مثلاً با افزایش نیاز مجموع با ریسک شتاب دادن به تورم) او استدلال می‌کرد که منحنی فیلیپس پایدار نیست و پیش‌بینی کرد که به رکود تورمی منجر خواهد شد. فریدمن با وجودی که با وجود فدرال رزرو مخالف بود استدلال می‌کرد که در شرایطی که این نهاد وجود دارد، بسط دادن کوچک، ثابت ذخیره پولی تنها سیاست بخردانه است.
فریدمن مشاور اقتصادی رونالد ریگان، رئیس‌جمهور جمهوری‌خواه ایالات متحده بود. فلسفه سیاسی او فضایل نظام اقتصادی بازار آزاد با دخالت حداقلی دولت را ستایش می‌کرد. او یک بار گفت که بیش از همه به نقش خود در حذف سربازگیری در ایالات متحده افتخار می‌کند و در پی حمایت او از حق انتخاب مدرسه ، او بنیاد فریدمن برای انتخاب آموزشی را بنیان نهد. او در کتاب ۱۹۶۲ خود، سرمایه‌داری و آزادی، از سیاست‌هایی چون ارتش داوطلبانه، نرخ‌های مبادله آزادانه شناور، حذف مجوزهای پزشکی، مالیات بر درآمد منفی و ووچر آموزشی دفاع کرد. ایده‌های او در حوزه سیاست پولی، مالیات‌گیری، خصوصی‌سازی و مقررات زدایی، بر سیاست‌های دولتی؛ به‌ویژه در دههٔ ۱۹۸۰ اثر گذاشت. نظریه پولی او،  بر شیوه پاسخ فدرال رزرو به بحران اقتصادی جهانی ۰۸–۲۰۰۷ اثر گذاشت.
آثار میلتون فریدمن مشتمل بر تک نگاری‌ها، کتاب‌ها، مقالات دانشورانه، ستون‌های مجلات، برنامه‌های تلویزیونی، ویدئوها و سخنرانی‌های بسیار است و حوزه گسترده‌ای از موضوعات از اقتصاد خرد، اقتصاد کلان، تاریخ اقتصادی، و مسائل سیاست عمومی را در بر می‌گیرد. کتاب‌ها و نوشته‌های او به‌طور گسترده خوانده شده و اثر بین‌المللی داشته‌اند، از جمله بر کشورهای سابقاً استالینیست.

## زندگی
میلتون فریدمن در سال ۱۹۱۲ میلادی در خانواده‌ای فقیر در بروکلین نیویورک متولد شد. وی تحصیلات آکادمیک خود را در دانشگاه راتگرز نیوجرسی آغاز نمود. وی در سال ۱۹۴۶ موفق به دریافت مدرک دکترای اقتصاد از دانشگاه کلمبیا شد. وی سپس روانه دانشگاه شیکاگو شد و در آنجا به مدت سی سال به فعالیت‌های آکادمیک پرداخت. فریدمن در سال ۱۹۶۲ کتاب سرمایه‌داری و آزادی را منتشر نمود و در آن از هرچه کمتر شدن نقش دولت در بازار آزاد، برای ایجاد آزادی سیاسی و اجتماعی دفاع کرد. وی در این کتاب، سرمایه‌داری را شرط لازم برای دستیابی به آزادی‌های سیاسی عنوان می‌کند؛ هرچند که آن را شرط کافی نمی‌داند.
وی پس از کودتای شیلی، طی نامه‌ای به پینوشه مسیر صحیح سیاست‌های اقتصادی را خاطرنشان کرد. همچنین تعدادی از دانشجویان شیلیایی وی در دانشگاه شیکاگو، به مناصب مهم دولتی در شیلی دست یافتند و به پسران شیکاگو مشهور شدند. بسیاری از پسرهای شیکاگو، پس از کودتاهای نظامی در کشورهای آمریکای جنوبی، مشاوران و سردمداران اصلاحات اقتصادی فریدمنیِ این دیکتاتورهای نظامی شدند و با پشتیبانی تمام قد این نظام‌های دیکتاتوری توسط شکنجه‌ها و جنایات وحشیانه و از بین بردن مخالفان، این اصلاحات را پیش بردند. او همچنین طی سفرهایی که به چین و شیلی داشت، با مقامات این کشورها دیدار کرد. به همین دلیل، وی در طول حیات خود از سوی برخی آزادیخواهان به همکاری با دولت‌های غیردموکراتیک چین و شیلی متهم شد و مورد انتقاد قرار گرفت.
او پس از بازنشستگی، به مؤسسه هوور دانشگاه استنفورد رفت تا در آنجا فعالیت‌های خود را در ارتباط بیشتر با مردم دنبال نماید. به‌طور مثال در این دوران که مقارن با اوج دوران جنگ سرد بود، توانست یک برنامه تلویزیونی در مورد ارزش آزادی اقتصادی بسازد. او همچنین در این دوره توانست با ورود به حوزه عملی، نظریات خود را در دنیای واقعی آزمایش کند. فریدمن به نیکسون، رئیس‌جمهور آمریکا مشاوره اقتصادی می‌داد و در دوران ریاست جمهوری ریگان مشاور اقتصادی رئیس‌جمهور آمریکا شد. برخی، رشد مستمر اقتصادی آمریکا در دهه‌های اخیر را مرهون ایده‌های فریدمن می‌دانند. میلتون فریدمن سرانجام در نوامبر سال ۲۰۰۶ (آبان ۱۳۸۵) درگذشت.

## عملکرد آکادمیک

### سال‌های آغازین
فریدمن در سال ۱۹۴۰، عضویت در هیئت علمی دانشگاه ویسکانسین-مدیسن را پذیرفت ولی به خاطر اختلاف با سایر اعضای هیئت علمی در خصوص درگیر بودن آمریکا در جنگ جهانی دوم آنجا را ترک کرد. فریدمن معتقد بود آمریکا باید وارد جنگ شود. در ۱۹۴۳، فریدمن به شاخهٔ پژوهش جنگ در دانشگاه کلمبیا پیوست، و در باقی ماندهٔ دورهٔ جنگ جهانی دوم در آنجا به عنوان آماردان ریاضیاتی کار کرد و بر مسائل طراحی اسلحه، تاکتیک‌های نظامی و آزمایشهای متالورژی تمرکز کرد.
در سال ۱۹۴۵، فریدمن «درآمدها از شغل حرفه‌ای مستقل» (نوشته شده به همراه کوزنتس و کامل شده طی ۱۹۴۰) را به عنوان پایان‌نامهٔ دکترا به کلمبیا ارائه کرد. دانشگاه در سال ۱۹۴۶ به او دکترا اعطا کرد. فریدمن سال تحصیلی ۱۹۴۵–۱۹۴۶ را به تدریس در دانشگاه مینه‌سوتا (که دوستش جرج استیگلر در آن کار می‌کرد) پرداخت. در ۱۲ فوریه، ۱۹۴۵ پسرش، دیوید دی فریدمن به دنیا آمد.

### دانشگاه شیکاگو

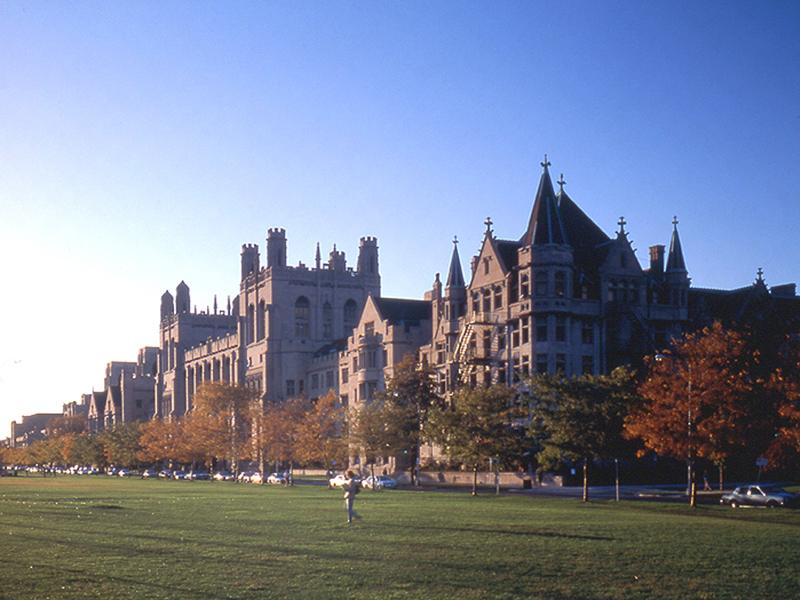
دانشگاه شیکاگو

فریدمن در ۱۹۴۶، پیشنهاد تدریس نظریهٔ اقتصادی در دانشگاه شیکاگو را پذیرفت. (جایگاهی که پس از رفتن استاد سابق جیکوب وینر به دانشگاه پرینستون ایجاد شده بود). فریدمن در ۳۰ سال بعد برای دانشگاه شیکاگو کار کرد. او در آنجا در ایجاد یک جمعیت فکری مشارکت کرد که محصولش چندین جایزهٔ نوبل بود و به‌طور جمعی به عنوان مکتب اقتصادی شیکاگو شناخته می‌شود.
در آن زمان، آرتور برنز که رئیس دفتر ملی پژوهش اقتصادی بود از فریدمن دعوت کرد دگرباره به کارکنان دفتر بپیوندد. او این دعوت را پذیرفت و مسئولیت تحقیق دفتر در خصوص نقش پول در چرخه کسب و کار بر عهده گرفت. در نتیجه، او «کارگاه پول و بانکداری» (کارگاه شیکاگو) را آغاز کرد که مروج احیای مطالعات پولی بود. در نیمهٔ دوم دهه ۱۹۴۰، فریدمن شروع به همکاری با آنا شوارتز، از تاریخدانان اقتصادی در دفتر کرد، که نهایتاً منجر به انتشار کتابی نوشتهٔ مشترک فریدمن و شوارتز به نام یک تاریخچه مالی ایالات متحده، ۱۸۶۷–۱۹۶۰ شد.
فریدمن سال تحصیلی ۱۹۵۴–۱۹۵۵ را به عنوان فلوی مهمان فولبرایت در گونویل اند کیوس کالج، کیمبریج گذراند. در آن زمان هیئت علمی اقتصاد کیمبریج به یک اکثریت کینزی، و یک اقلیت ضد کینزی تقسیم می‌شد. فریدمن گمان می‌کرد به این خاطر به فلوشیپ دعوت شده که نظراتش برای هر دو گروه کیمبریج غیرقابل پذیرش بوده‌است. بعدتر ستون‌های هفتگی او برای مجلهٔ نیوزویک (۱۹۶۶–۸۴) خوانندهٔ بسیار داشت و در بین اهالی سیاست و کسب و کار اثرگذاری فزاینده‌ای داشت. از ۱۹۶۸ تا ۱۹۷۸، او و پل ساموئلسون در رشته کاست‌های اقتصادی، یک مجموعهٔ آبونمانی دو هفته‌ای شرکت کردند که در آن اقتصاددانان در خصوص موضوعات اقتصادی روز به مدت هر بار نیم ساعت مباحثه می‌کردند.
فریدمن در سال ۱۹۶۴ مشاور اقتصادی بری گلدواتر، نامزد انتخابات ریاست جمهوری از حزب جمهوریخواه بود.

## بازنشستگی
در سال ۱۹۷۷، فریدمن پس از ۳۰ سال تدریس در دانشگاه شیکاگو، در سن ۶۵ سالگی بازنشسته شد. او و همسرش به سن فرانسیسکو نقل مکان کردند و او در آنجا دانشور مدعو بانک فدرال رزرو سن فرانسیسکو بود. از ۱۹۷۷ به بعد، او عضو پیوستهٔ انستیتو هووردر دانشگاه استنفورد بود. در همان سال، شبکه آزاد به انتخاب با فریدمن تماس گرفت و از او خواست برنامه‌ای تلویزیونی در خصوص فلسفهٔ اجتماعی و اقتصادی خود بسازد.
فریدمن‌ها به مدت سه سال روی این پروژه کار کردند و در طول سال ۱۹۸۰، مجموعهٔ ده قسمتی آزاد به انتخاب از پی‌بی‌اس (PBS) پخش شد. کتاب همراه این مجموعه که توسط میلتون و همسرش رز فریدمن نوشته شد، نیز با همین عنوان از کتاب‌های پرفروش غیرداستانی ۱۹۸۰ بود و به ۱۴ زبان ترجمه شده‌است.
فریدمن در جریان مبارزات انتخاباتی ریاست جمهوری رونالد ریگان در سال ۱۹۸۰ به عنوان مشاور غیررسمی وی فعالیت می‌کند و سپس در دولت ریگان در هیئت مشاوران اقتصادی رئیس‌جمهور فعالیت می‌کرد. به گفتهٔ الن ابنستاین، فریدمن «گوروی دولت ریگان» بود. در ۱۹۸۸ او نشان ملی علوم را دریافت کرد و ریگان نشان افتخار آزادی رئیس‌جمهوری را به‌وی اعطا کرد. میلتون فریدمن را یکی از اثرگذارترین اقتصاددانان قرن بیستم می‌دانند. فریدمن در سرتاسر دهه‌های ۱۹۸۰ و ۹۰ به نوشتن ستون‌های روزنامه‌ای و حضور در تلویزیون ادامه داد. او سفرهای متعددی به اروپای شرقی و چین کرد و به دولت‌ها مشاوره داد. او سال‌ها از امنای جامعهٔ فیلادلفیا بود.

### جایزه نوبل در علوم اقتصادی
فریدمن جایزه نوبل اقتصاد را در سال ۱۹۷۶ به تنهایی، به خاطر «دستاوردهایش در زمینه‌های تحلیل مصرف، تاریخ و نظریهٔ پولی و به خاطر نشان دادن پیچیدگی سیاست پایدارسازی» دریافت کرد.

## مشارکت‌های دانشورانه

### اقتصاد
او همواره از نظریهٔ بازار آزاد در اقتصاد طرفداری می‌کرد و بنیان‌گذار مکتب پولی (مونتاریسم) است.
فریدمن، یکی از اولین اقتصاددان‌هایی بود که معتقد بود برای کنترل تورم و جلوگیری از افزایش هزینه تولید منجر به رکود، متغیرهای پولی و حجم نقدینگی می‌بایست در تناسب با نرخ رشد اقتصادی قرار بگیرد.
فریدمن همچنین نشان داد که مصرف تابعی از درآمد است و شهروندان بر اساس پیش‌بینی درازمدت درآمد خود، رفتارهای مصرفی خود را تنظیم می‌کنند؛ بنابراین تغییرات مقطعی در درآمد، اثر فوری و جدی بر رفتار مصرفی آن‌ها ندارد. فریدمن برخلاف بسیاری از اقتصاددانان پیش از خود معتقد بود که تورم، نه تنها بیکاری را کاهش نمی‌دهد بلکه باعث رکود نیز می‌شود. به نظر فریدمن، مهم‌ترین عامل ایجاد تورم، رشد سریعتر حجم پول نسبت به مقدار واقعی تولید کالا و خدمات است.
برخی از نظریات پولی میلتون فریدمن، در تقابل با نظریات جان مینارد کینز، اقتصاددان برجسته و سرشناس انگلیسی قرار دارد.
او همچنین در روش‌شناسی علم اقتصاد، معتقد بود که اقتصاد تحصیلی عبارت است از «فراهم آوردن نظامی از تصمیم‌ها که بتوان از آن‌ها برای ارائه پیش‌بینی‌های درست دربارهٔ نتایج هرگونه تغییری در اوضاع و احوال استفاده نمود؛ یعنی اقتصاد تحصیلی یک علم عینی مانند فیزیک است.»
فریدمن بهترین راهکار برای کشورهای نفت‌خیز را اعطای سهام یکسان نفتی به هر فرد بالای ۲۱ سال سن می‌دانست که حق و مسئولیت یکسانی را برای همه ساکنان کشورهای نفتی ایجاد می‌کند.

### نظریات سیاسی و اجتماعی
دیدگاه سیاسی فریدمن، که خودش را لیبرال کلاسیک می‌داند، بر مزایای بازار آزاد و مضرات دخالت دولت تأکید می‌کند. این دیدگاه، دیدگاه محافظه‌کاران و آزادی‌خواهان آمریکایی را شکل می‌دهد. او پیوسته بر این باور بود که اگر سرمایه‌داری یا کاپیتالیسم، یا آزادی اقتصادی، به کشورهایی که توسط دولت‌های تمامیت‌خواه اداره می‌شود شناسانده شود، آزادی سیاسی به همراه خواهد داشت. او همچنین در کتاب خود با نام سرمایه‌داری و آزادی از به حداقل رساندن نقش دولت در بازار آزاد دفاع کرده‌است تا جامعه بتواند به آزادی‌های سیاسی و اجتماعی دست یابد. فریدمن به آزادی نه تنها در حوزه اقتصاد، بلکه در تمام حوزه‌های سیاسی، فرهنگی و اجتماعی معتقد بود.

### آمار
فریدمن در علم آمار، آزمون فریدمن را معرفی کرد.

## خدمات عمومی
فریدمن نتوانست شغل آکادمیک بیابد، بنابراین در سال ۱۹۳۵ به دنبال دوست خود دبلیو آلن والیس به واشینگتن دی سی رفت، جایی که نیو دیل فرانکلین دی. در این مرحله، فریدمن گفت که او و همسرش "برنامه‌های ایجاد شغل مانند WPA, CCC، و PWA پاسخ‌های مناسب به وضعیت بحرانی را مورد توجه قرار می‌دهند" اما "اقدامات تثبیت قیمت و دستمزد اداره ملی احیای ملی را رعایت نمی‌کنند." و اداره تعدیل کشاورزی." او با پیش‌بینی ایده‌های بعدی خود، معتقد بود که کنترل قیمت‌ها با مکانیسم سیگنال‌دهی ضروری برای کمک به استفاده از منابع در جایی که بیشترین ارزش را دارند تداخل می‌کند. در واقع، فریدمن بعداً به این نتیجه رسید که تمام مداخلات دولت مرتبط با نیو دیل "درمان اشتباه برای بیماری اشتباه" است، و استدلال کرد که فدرال رزرو مقصر است، و آنها باید عرضه پول را در واکنش به آنچه که بعداً در توضیح داد افزایش می‌دادند. تاریخ پولی ایالات متحده به عنوان "انقباض بزرگ." بعدها، فریدمن و همکارش آنا شوارتز، تاریخ پولی ایالات متحده، ۱۸۶۷–۱۹۶۰ را نوشتند، که استدلال می‌کرد که رکود بزرگ ناشی از یک وضعیت پولی شدید است. انقباض ناشی از بحران‌های بانکی و سیاست ضعیف از سوی فدرال رزرو. رابرت جی شیلر این کتاب را به عنوان «تاثیرگذارترین گزارش» از رکود بزرگ توصیف می‌کند. en:Milton Friedman#cite note-49
NBER، جایی که فریدمن در آن کار می‌کرد، از سال ۱۹۳۷ شروع شد
در طول سال ۱۹۳۵، او شروع به کار برای هیئت برنامه‌ریزی منابع ملی کرد، که سپس بر روی یک بررسی بودجه مصرف‌کننده بزرگ کار می‌کرد. ایده‌های این پروژه بعداً به بخشی از نظریه تابع مصرف او تبدیل شد، کتابی که برای اولین بار هموارسازی مصرف و فرضیه درآمد دائمی را توصیف کرد. فریدمن در پاییز ۱۹۳۷ با دفتر ملی تحقیقات اقتصادی شروع به کار کرد تا به سیمون کوزنتس در کارش در زمینه درآمد حرفه ای کمک کند. این کار منجر به انتشار مشترک آنها درآمد حاصل از فعالیت‌های حرفه ای مستقل شد که مفاهیم درآمد دائمی و گذرا را معرفی کرد، که جزء اصلی فرضیه درآمد دائمی است که فریدمن در دهه ۱۹۵۰ با جزئیات بیشتری به آن پرداخت. این کتاب این فرضیه را مطرح می‌کند که مجوزهای حرفه ای به‌طور مصنوعی عرضه خدمات را محدود می‌کند و قیمت‌ها را افزایش می‌دهد. en:Milton Friedman#cite note-:18-51
درآمد حاصل از فعالیت‌های حرفه‌ای مستقل در جامعه اقتصاد کاملاً بحث‌برانگیز باقی ماند، زیرا این فرضیه فریدمن مبنی بر اینکه موانع ورود، که توسط انجمن پزشکی آمریکا اعمال و اجرا می‌شد، منجر به دستمزدهای بالاتر از متوسط برای پزشکان، در مقایسه با سایر گروه‌های حرفه‌ای شد. موانع ورود هزینه ثابتی است که باید بدون توجه به عوامل خارجی مانند سابقه کار یا سایر عوامل سرمایه انسانی متحمل شود. en:Milton Friedman#cite note-52
در طول سال ۱۹۴۰، فریدمن به عنوان استادیار تدریس اقتصاد در دانشگاه ویسکانسین-مدیسون منصوب شد، اما با یهودی‌ستیزی در بخش اقتصاد مواجه شد و به خدمات دولتی بازگشت. فریدمن از سال ۱۹۴۱ تا ۱۹۴۳ به عنوان مشاور مقامات ارشد وزارت خزانه داری ایالات متحده، روی سیاست مالیاتی زمان جنگ برای دولت فدرال کار کرد. به عنوان سخنگوی وزارت خزانه داری در سال ۱۹۴۲، او از سیاست مالیات کینزی حمایت کرد. از آنجایی که دولت فدرال برای تأمین بودجه جنگ به پول نیاز داشت، او به ابداع سیستم مالیات کسر حقوق کمک کرد. او بعداً گفت: "من بابت آن عذرخواهی نمی‌کنم، اما واقعاً آرزو می‌کنم که ای کاش آن را ضروری نمی‌دانستیم و ای کاش اکنون راهی برای لغو توقیف وجود داشت. او در خاطرات مشترک میلتون و رز فریدمن، نوشت: "رز در طول سال‌ها بارها و بارها به من دربارهٔ نقشی که در ایجاد دولت بیش از حد رشد یافته فعلی که هر دو به شدت از آن انتقاد می‌کنیم، سرزنش کرده‌است." en:Milton Friedman#cite note-Two Lucky People: Memoirs-55

## مواضع خط مشی عمومی

### سربازگیری اجباری
میلتون فریدمن از حامیان ارتش داوطلبانه بود و می‌گفت که: «خدمت وظیفه عمومی با یک جامعهٔ آزاد ناسازگار است.» در سرمایه‌داری و آزادی, او استدلال کرد که سربازی اجباری غیرمنصفانه و مستبدانه بوده و مردان جوان را از شکل‌دادن به زندگی خود آن طور که مناسب می‌دانند، بازمی‌دارد. در دولت نیکسون او رئیس کمیته‌ای بود که تغییر به نیروی مسلح حقوق بگیر/داوطلب را بررسی می‌کرد. او بعدتر اعلام کرد که نقش او در لغو سربازگیری اجباری در آمریکا بزرگ‌ترین دستاورد او بوده‌است. به هر روی، فریدمن معتقد بود که یک کشور می‌تواند، آموزش نظامی را به عنوان ذخیره‌ای در زمان جنگ، اجباری کند.

### سیاست خارجی
لنی ابنستاین زندگی‌نامه نویس، به حرکت تدریجی دیدگاه‌های فریدمن از یک مداخله گرا به یک سیاست خارجی محتاطانه تر اشاره کرده‌است. او از درگیری آمریکا در جنگ جهانی دوم حمایت کرد و ابتدائاً از سیاست بدون مماشات علیه کمونیسم حمایت کرد، ولی به تدریج معتدل شد. او با جنگ خلیج فارس و جنگ عراق مخالفت کرد. در مصاحبه‌ای در بهار ۲۰۰۶، فریدمن گفت که جایگاه آمریکا در جهان با جنگ عراق تضعیف شده‌است، ولی اگر عراق کشور مستقل صلح آمیزی شود، این وضعیت ممکن است بهبود یابد.

## تأثیرات اندیشه‌های فریدمن
طرفداری‌های فریدمن از بازار آزاد در دورهٔ «دولت بزرگ» و مالیات‌های سنگین در دهه‌های ۱۹۴۰، ۱۹۵۰ و ۱۹۶۰ دیدگاه اقلیت به حساب می‌آمد. به‌مرور، نظریات او مورد قبول قرار گرفت و دههٔ ۱۹۸۰ اوج مقبولیت ایده‌های فریدمن بود. نظرات او در مورد سیاست‌های عرضهٔ پول، مالیات و خصوصی‌سازی، سیاست‌های دولت‌های دنیا را تحت تأثیر قرار داد. به‌طور ویژه در زمان رونالد ریگان در آمریکا و مارگارت تاچر در انگلستان، از ایده‌های اقتصادی او استفاده شد. ایده‌های او در سراسر جهان مورد مطالعه قرار گرفت و نقش اساسی در تغییر اقتصاد چین بازی کرد.

### هنگ کنگ
فریدمن یک بار گفت، «اگر می‌خواهی سرمایه‌داریِ در عمل را ببینی، به هنگ کنگ برو.» او در ۱۹۹۰ نوشت که اقتصاد هنگ کنگ شاید بهترین نمونهٔ یک اقتصاد بازار آزاد باشد.
او یک ماه پیش از مرگش، در مقاله‌ای برای وال استریت ژورنال با عنوان «هنگ کنگ در اشتباه است - کاوپرتویت [اگر بود] چه می‌گفت؟» از دانلد تسانگ مسئول اجرایی هنگ کنک، به خاطر رها کردن «عدم مداخله گرایی مثبت» انتقاد کرد. تسانگ بعدتر گفت او فقط شعار را به «بازار بزرگ، دولت کوچک» که در آن دولت کوچک، کمتر از ۲۰٪ جی دی پی تعریف می‌شود، بوده‌است. در مناظره‌ای بین تسانگ و رقیبش الن لیونگ، پیش از انتخابات سال ۲۰۰۷، لیونگ این مسئله را پیش کشید و تسانگ را متهم کرد فریدمن را تا حد مرگ عصبانی کرده‌است.

### شیلی
در ۱۹۷۵، دو سال پس از کودتای نظامی که دیکتاتور نظامی آگوستو پینوشه را به قدرت رساند و دولت سالوادور آلنده را ساقط کرد، اقتصاد شیلی دچار بحران شدیدی شد. فریدمن و آرنولد هربرگر دعوت یک بنیاد خصوصی شیلیایی را برای بازدید از شیلی و سخنرانی دربارهٔ اصول آزادی اقتصادی پذیرفتند. او هفت روز را در شیلی به سر برد و رشته سخنرانی‌هایی در دانشگاه کاتولیک شیلی و دانشگاه ملی شیلی ایراد کرد. عنوان یکی از سخنرانی‌ها «شکنندگی آزادی» بود و موضوع آن به گفتهٔ فریدمن «تهدید آزادی توسط یک دولت متمرکز نظامی» بود.
در جریان این بازدید فریدمن با پینوشه ملاقات کرد، و پینوشه از فریدمن نظرش را دربارهٔ وضعیت و سیاست‌های اقتصادی شیلی پرسید.
فریدمن در نامه‌ای در پاسخ به درخواست پینوشه، «مشکلات کلیدی اقتصادی شیلی را به وضوح تورم، و ترویج یک اقتصاد بازار اجتماعی سالم» دانست. او اعلام کرد که تنها راه پایان دادن به تورم، کاهش شدید نرخ افزایش حجم پول است و این که کاستن از هزینه کرد دولت مطلوبترین راه کاستن از کسری بودجه مالی است زیرا بخش خصوصی را با پایه گذاشتن یک رشد اقتصادی سالم تقویت می‌کند.

## افتخارات
میلتون فریدمن در سال ۱۹۷۶ موفق به دریافت جایزه نوبل اقتصاد شد. این جایزه به خاطر موفقیت‌هایش در زمینهٔ تحلیل مصرف، تاریخ و نظریهٔ عرضهٔ پول و همچنین نمایش پیچیدگی‌های سیاست‌های اقتصادی ثبات‌سازی به وی اهدا شد.
هفته نامهٔ اکونومیست (The Economist) از او به عنوان «تأثیرگذارترین اقتصاددان نیمهٔ دوم قرن بیستم… و حتی شاید تمامی آن» نام می‌برد.